# Rusłan Fomin
Rusłan Mykołajowycz Fomin, ukr. Руслан Миколайович Фомін (ur. 2 marca 1986 we wsi Ruska Łozowa, w obwodzie charkowskim) – ukraiński piłkarz, grający na pozycji napastnika.

## Kariera piłkarska

### Kariera klubowa
W wieku 10 lat rozpoczął naukę w sekcji piłkarskiej. Pierwszy trener - Ihor Petrenczuk. Wychowanek DJuFK Arsenału Charków. Jako 16-latek debiutował w meczu klubów profesjonalnych w koszulce Arsenału. W 2005 podpisał 5-letni kontrakt z Szachtarem Donieck. Jednak nie potrafił przebić się do podstawowej jedenastki Szachtara i został wypożyczony do Metalista Charków. 31 sierpnia 2010 został wypożyczony do Zorii Ługańsk. Latem 2011 roku ponownie został wypożyczony, tym razem do Illicziwca Mariupol. Po wygaśnięciu kontraktu z Szachtarem w lipcu 2012 podpisał nowy kontrakt z Illicziwcem Mariupol. 21 czerwca 2014 podpisał kontrakt z Czornomorcem Odessa. 16 stycznia 2015 przeszedł do FK Qəbələ. W czerwcu 2015 przeniósł się do kazachskiego FK Atyrau, w którym występował do stycznia 2016. 12 lutego został piłkarzem greckiego klubu Apollon Smyrnis. 21 września ponownie zasilił skład Illicziwca Mariupol. 2 lutego 2018 znów został piłkarzem Szachtara Donieck. Nie rozegrał żadnego meczu i 8 lipca 2018 wrócił do FK Mariupol.
| Sezon   | Klub                  | Kraj        | Rozgrywki                                          | Mecze | Bramki |
| ------- | --------------------- | ----------- | -------------------------------------------------- | ----- | ------ |
| 2002/03 | Arsenał Charków       | Ukraina     | Persza liha                                        | 1     | 0      |
| 2003/04 | Arsenał Charków       | Ukraina     | Persza liha                                        | 19    | 0      |
| 2004/05 | Arsenał Charków       | Ukraina     | Persza liha                                        | 5     | 4      |
| 2004/05 | Szachtar Donieck      | Ukraina     | Wyszcza Liha                                       | 0     | 0      |
| 2004/05 | → Szachtar-2 Donieck  | Ukraina     | Persza liha                                        | 10    | 1      |
| 2005/06 | Szachtar Donieck      | Ukraina     | Wyszcza Liha                                       | 6     | 1      |
| 2005/06 | → Szachtar-2 Donieck  | Ukraina     | Persza liha                                        | 3     | 1      |
| 2005/06 | → Metalist Charków    | Ukraina     | Wyszcza Liha                                       | 9     | 2      |
| 2006/07 | → Metalist Charków    | Ukraina     | Wyszcza Liha                                       | 25    | 5      |
| 2007/08 | Szachtar Donieck      | Ukraina     | Wyszcza Liha                                       | 1     | 0      |
| 2007/08 | → Metalist Charków    | Ukraina     | Wyszcza Liha                                       | 8     | 3      |
| 2008/09 | → Metalist Charków    | Ukraina     | Premier-liha                                       | 14    | 3      |
| 2008/09 | Szachtar Donieck      | Ukraina     | Premier-liha                                       | 2     | 0      |
| 2009/10 | Szachtar Donieck      | Ukraina     | Premier-liha                                       | 12    | 1      |
| 2010/11 | Szachtar Donieck      | Ukraina     | Premier-liha                                       | 0     | 0      |
| 2010/11 | → Zoria Ługańsk       | Ukraina     | Premier-liha                                       | 14    | 3      |
| 2011/12 | → Illicziweć Mariupol | Ukraina     | Premier-liha                                       | 24    | 5      |
| 2012/13 | Illicziweć Mariupol   | Ukraina     | Premier-liha                                       | 16    | 4      |
| 2013/14 | Illicziweć Mariupol   | Ukraina     | Premier-liha                                       | 16    | 2      |
| 2014/15 | Czornomoreć Odessa    | Ukraina     | Premier-liha                                       | 13    | 3      |
| 2014/15 | FK Qəbələ             | Azerbejdżan | Premyer Liqası                                     | 15    | 0      |
| 2015    | FK Atyrau             | Kazachstan  | Priemjer Ligasy                                    | 12    | 0      |
| 2015/16 | Apollon Smyrnis       | Grecja      | Superleague Ellada                                 | 5     | 0      |
| 2016/17 | Illicziweć Mariupol   | Ukraina     | Persza liha                                        | 20    | 9      |
| 2017/18 | FK Mariupol           | Ukraina     | Premier-liha                                       | 16    | 5      |
| 2017/18 | Szachtar Donieck      | Ukraina     | Premier-liha                                       | 0     | 0      |
|         |                       |             | Łącznie w Ukraińskiej Premier-lidze/Wyszczej Lidze | 176   | 35     |

## Kariera reprezentacyjna
Reprezentacyjną karierę rozpoczął od występów w juniorskiej reprezentacji Ukrainy U-18, następnie kontynuował w kadrze U-19, U-20 i U-21.

## Sukcesy i odznaczenia

### Sukcesy klubowe
Arsenał Charków
- wicemistrz Ukraińskiej Pierwszej Ligi: 2004/05

Szachtar Donieck
- mistrz Ukrainy: 2005/06, 2007/08, 2009/10
- wicemistrz Ukrainy: 2008/09
- półfinalista Pucharu Ukrainy: 2009/10

Metalist Charków
- brązowy medalista mistrzostw Ukrainy: 2006/07, 2007/08, 2008/09
- półfinalista Pucharu Ukrainy: 2009/10

Illicziweć Mariupol
- mistrz Ukraińskiej Pierwszej Ligi: 2016/17

### Sukcesy reprezentacyjne
- wicemistrz Mistrzostw Europy U-21: 2006

### Odznaczenia
- Medal "Za pracę i zwycięstwo": 2009[12].